# François Antoine Louis Bourcier
 François Antoine Louis Bourcier foi um oficial de cavalaria francês e general-de-divisão nas Guerras revolucionárias francesas e nas Guerras Napoleónicas. 
Nascido a 23 de fevereiro de 1760 em La Petite-Pierre, Alsácia, Bourcier era um tenente de cavalaria quando a Revolução Francesa começou. Combateu no Exército do Reno nas Guerras da Primeira Coligação. Por altura das Guerras da Segunda Coligação, foi promovido a brigadeiro-general e serviu no Exército do Danúbio como inspector-geral de cavalaria. Nas Guerras Napoleónicas, combateu nas principais campanhas no Danúbio contra a Áustria e a Rússia, incluindo as batalhas de Elchingen, Austerlitz e Batalha de Wagram. Também participou na campanha contra a Prússia a qual culminou nas batalhas de Jena, Batalha de Auerstadt, Heilsberg e Friedland. Na sequência da campanha da Rússia, interveio na Guerra Peninsular após a qual foi transferido para o norte da Europa para participar na Campanha da Rússia  em 1812.
No seguimento da queda Napoleão em 1815, mateve os seus títulos e honrarias. Depois de prestar serviço na Câmara dos Deputados, Bourcier morreu a 8 de Maio de 1828 no seu castelo em  Ville-au-Val, Meurthe-et-Moselle.